# Riachão do Jacuípe
Riachão do Jacuípe est une municipalité brésilienne de l'État de Bahia et la microrégion de Serrinha.